# Mikaël Kingsbury
Mikaël Kingsbury, född den 24 juli 1992 i Sainte-Agathe-des-Monts, Kanada, är en kanadensisk freestyleåkare.
Han tog OS-silver i herrarnas puckelpist i samband med de olympiska freestyletävlingarna 2014 i Sotji.